# Megachile atopognatha
Megachile atopognatha är en biart som beskrevs av Cockerell 1933. Megachile atopognatha ingår i släktet tapetserarbin, och familjen buksamlarbin. Inga underarter finns listade i Catalogue of Life.